# Svenska Cupen 2012/13
De Svenska Cupen 2012–2013 was de 57ste editie van de strijd om de Zweedse voetbalbeker. Het toernooi begon op 3 juni 2012 met de eerste ronde en eindigde op 26 mei 2013 met de finale in het Friends Arena in Solna. De winnaar kwalificeerde zich voor tweede kwalificatieronde van de UEFA Europa League 2013/14. Helsingborgs IF was de titelhouder die vorig jaar Kalmar FF met 3-1 versloeg in de finale.

## Eerste ronde
64 teams uit het derde niveau en lager speelden tussen 3 juni en 5 augustus 2012 de eerste ronde.

## Tweede ronde
|                        |                                  |        |                                             |                                                                     |
| 16 augustus 2012 19:00 | IK Sirius                        | 1 – 1  | Hammarby IF                                 | Studenternas IP, Uppsala Scheidsrechter: Tobias Mattsson (Karlstad) |
| 16 augustus 2012 19:00 | Sosseh 45'                       | Report | Ayrancı 67'                                 | Studenternas IP, Uppsala Scheidsrechter: Tobias Mattsson (Karlstad) |
| 16 augustus 2012 19:00 | Strafschoppen                    |        |                                             | Studenternas IP, Uppsala Scheidsrechter: Tobias Mattsson (Karlstad) |
| 16 augustus 2012 19:00 | Björkebaum Skoglund Käck Nyström | 4 – 3  | Husidić Ayrancı Adelstam Schuler Törnstrand | Studenternas IP, Uppsala Scheidsrechter: Tobias Mattsson (Karlstad) |

|                        |                                   |        |                |                                                                                |
| 18 augustus 2012 14:00 | IK Frej                           | 2 – 1  | Trelleborgs FF | Vikingavallen, Täby Toeschouwers: 423 Scheidsrechter: Johan Thalin (Storvreta) |
| 18 augustus 2012 14:00 | Ledezma Pimentel 26' Draganov 66' | Report | Jovanović 56'  | Vikingavallen, Täby Toeschouwers: 423 Scheidsrechter: Johan Thalin (Storvreta) |

|                        |            |        |                 |                                                                                        |
| 18 augustus 2012 14:00 | Enskede IK | 0 – 1  | Landskrona BoIS | Enskede IP, Stockholm Toeschouwers: 349 Scheidsrechter: Stefan Johannesson (Stocksund) |
| 18 augustus 2012 14:00 |            | Report | Zaim 16'        | Enskede IP, Stockholm Toeschouwers: 349 Scheidsrechter: Stefan Johannesson (Stocksund) |

|                        |                                                |        |                                    |                                                                                      |
| 18 augustus 2012 14:00 | Lärje-Angereds IF                              | 1 – 1  | Östers IF                          | Bläsebovallen, Gotenburg Toeschouwers: 274 Scheidsrechter: Bojan Pandzić (Gotenburg) |
| 18 augustus 2012 14:00 | Hamzeh 42'                                     | Report | Blomqvist-Zampi 40'                | Bläsebovallen, Gotenburg Toeschouwers: 274 Scheidsrechter: Bojan Pandzić (Gotenburg) |
| 18 augustus 2012 14:00 | Strafschoppen                                  |        |                                    | Bläsebovallen, Gotenburg Toeschouwers: 274 Scheidsrechter: Bojan Pandzić (Gotenburg) |
| 18 augustus 2012 14:00 | Prince Ehiorobo Hamzeh Alushaj Yildrim Radonić | 2 – 3  | Velić Söderberg Bergholtz Wihlborg | Bläsebovallen, Gotenburg Toeschouwers: 274 Scheidsrechter: Bojan Pandzić (Gotenburg) |

|                        |                    |        |                |                                                                       |
| 18 augustus 2012 15:00 | Kristianstads FF   | 1 – 2  | Falkenbergs FF | Kristianstads IP, Kristianstad Scheidsrechter: Nermin Cisić (Värnamo) |
| 18 augustus 2012 15:00 | Kelechi Omeonu 48' | Report | Sköld 13', 53' | Kristianstads IP, Kristianstad Scheidsrechter: Nermin Cisić (Värnamo) |

|                        |               |        |                                                                      |                                                                                   |
| 18 augustus 2012 15:00 | IFK Uddevalla | 0 – 7  | Syrianska FC                                                         | Kamratgården, Uddevalla Toeschouwers: 350 Scheidsrechter: Glenn Nyberg (Borlänge) |
| 18 augustus 2012 15:00 |               | Report | Ibrahim 8' Felić 40' 45' (e.d.) Touma 47', 52' 81' (e.d.) Mourad 83' | Kamratgården, Uddevalla Toeschouwers: 350 Scheidsrechter: Glenn Nyberg (Borlänge) |

|                        |                   |        |                                                        |                                                               |
| 18 augustus 2012 15:00 | Ronneby BK        | 2 – 5  | Halmstads BK                                           | Brunnsvallen, Ronneby Scheidsrechter: Levente Szasz (Ljungby) |
| 18 augustus 2012 15:00 | Petersson 8', 34' | Report | Antonsson 4' Wrele 20' Boman 75', 86' Steindórsson 83' | Brunnsvallen, Ronneby Scheidsrechter: Levente Szasz (Ljungby) |

|                        |                                                                            |        |                                             |                                                               |
| 18 augustus 2012 15:00 | Nyköpings BIS                                                              | 5 – 3  | IF Brommapojkarna                           | Rosvalla IP, Nyköping Scheidsrechter: Dragan Banjać (Haninge) |
| 18 augustus 2012 15:00 | Jansson 36' Karlsson 61' da Silva Rosa 90' Torres 116' Zaldivar Funes 118' | Report | Corr Nyang 18' Piñones Arce 19' Lindner 54' | Rosvalla IP, Nyköping Scheidsrechter: Dragan Banjać (Haninge) |

|                        |                |        |                              |                                                                                     |
| 18 augustus 2012 15:30 | IFK Hässleholm | 0 – 2  | Umeå FC                      | Österås IP, Hässleholm Toeschouwers: Unknown Scheidsrechter: Kaspar Sjöberg (Malmö) |
| 18 augustus 2012 15:30 |                | Report | Sennström 45' Mårtensson 59' | Österås IP, Hässleholm Toeschouwers: Unknown Scheidsrechter: Kaspar Sjöberg (Malmö) |

|                        |                  |        |                                                                             |                                                                                     |
| 18 augustus 2012 16:00 | Ramlösa Södra FF | 0 – 7  | Assyriska FF                                                                | Heden IP, Helsingborg Toeschouwers: 121 Scheidsrechter: Michel Ekberg (Helsingborg) |
| 18 augustus 2012 16:00 |                  | Report | Thorstensson 13', 73', 78' Hyseni 38' Laitinen 51' Makdessi 69' Ćatović 83' | Heden IP, Helsingborg Toeschouwers: 121 Scheidsrechter: Michel Ekberg (Helsingborg) |

|                        |               |        |                                      |                                                                                               |
| 18 augustus 2012 16:00 | Östersunds FK | 0 – 3  | Mjällby AIF                          | Jämtkraft Arena, Östersund Toeschouwers: 2.461 Scheidsrechter: Niklas Abrahamsson (Sollefteå) |
| 18 augustus 2012 16:00 |               | Report | Ekenberg 41' 44' (e.d.) Agardius 89' | Jämtkraft Arena, Östersund Toeschouwers: 2.461 Scheidsrechter: Niklas Abrahamsson (Sollefteå) |

|                        |             |        |                           |                                                                                      |
| 18 augustus 2012 16:00 | Rynninge IK | 0 – 2  | IFK Norrköping            | Grenadjärvallen, Örebro Toeschouwers: 423 Scheidsrechter: Mohammed Al-Hakim (Köping) |
| 18 augustus 2012 16:00 |             | Report | Nyman 30' Þorvaldsson 50' | Grenadjärvallen, Örebro Toeschouwers: 423 Scheidsrechter: Mohammed Al-Hakim (Köping) |

|                        |                                                                |       |                                                            |                                                                                    |
| 18 augustus 2012 16:00 | Karlstad BK                                                    | 0 – 0 | Gefle IF                                                   | Tingvalla IP, Karlstad Toeschouwers: 276 Scheidsrechter: Andreas Svahn (Karlskoga) |
| 18 augustus 2012 16:00 | Report                                                         |       |                                                            | Tingvalla IP, Karlstad Toeschouwers: 276 Scheidsrechter: Andreas Svahn (Karlskoga) |
| 18 augustus 2012 16:00 | Strafschoppen                                                  |       |                                                            | Tingvalla IP, Karlstad Toeschouwers: 276 Scheidsrechter: Andreas Svahn (Karlskoga) |
| 18 augustus 2012 16:00 | Wennberg Gunnarsson Mårtensson Irineu de Souza Noajnas Bahtiri | 3 – 4 | Dahlberg Faltsetas Bernhardsson Malmborg E. Larsson Portin | Tingvalla IP, Karlstad Toeschouwers: 276 Scheidsrechter: Andreas Svahn (Karlskoga) |

|                      |                                 |        |                           |                                                         |
| 18 August 2012 17:00 | Arameiska-Syrianska Botkyrka IF | 1 – 3  | GIF Sundsvall             | Brunna IP, Stockholm Scheidsrechter: Johan Hamlin (Bro) |
| 18 August 2012 17:00 | Charbel Georges 27'             | Report | Holster 1', 66' Dibba 54' | Brunna IP, Stockholm Scheidsrechter: Johan Hamlin (Bro) |

|                        |                     |        |             |                                                                   |
| 18 augustus 2012 18:00 | Valsta Syrianska IK | 0 – 1  | IK Brage    | Midgårdsvallen, Märsta Scheidsrechter: Björn Särnbrink (Huddinge) |
| 18 augustus 2012 18:00 |                     | Report | Nilsson 18' | Midgårdsvallen, Märsta Scheidsrechter: Björn Särnbrink (Huddinge) |

|                        |             |        |                                                              |                                                                                  |
| 19 augustus 2012 13:00 | Selånger FK | 0 – 6  | Ljungskile SK                                                | Selånger IP, Sundsvall Toeschouwers: 450 Scheidsrechter: Patrik Eriksson (Gävle) |
| 19 augustus 2012 13:00 |             | Report | Runnemo 71', 86', 89' Hopkins 83' Mikaelsson 85' Iglicar 90' | Selånger IP, Sundsvall Toeschouwers: 450 Scheidsrechter: Patrik Eriksson (Gävle) |

|                        |             |        |                |                                                     |
| 19 augustus 2012 15:00 | Mariehem SK | 0 – 2  | Örebro SK      | T3 Arena, Umeå) Scheidsrechter: Lars Olsson (Umeå)) |
| 19 augustus 2012 15:00 |             | Report | Yasin 27', 50' | T3 Arena, Umeå) Scheidsrechter: Lars Olsson (Umeå)) |

|                        |                      |        |                               |                                                                                      |
| 19 augustus 2012 16:00 | Torns IF             | 1 – 2  | Ängelholms FF                 | Tornvallen, Lund Toeschouwers: 599 Scheidsrechter: Kristoffer Karlsson (Helsingborg) |
| 19 augustus 2012 16:00 | D. Thulin 78' (pen.) | Report | Andersen 29' Staaf 85' (pen.) | Tornvallen, Lund Toeschouwers: 599 Scheidsrechter: Kristoffer Karlsson (Helsingborg) |

|                        |              |        |                      |                                                                                        |
| 19 augustus 2012 16:00 | Motala AIF   | 1 – 2  | Varbergs BoIS        | Motala Idrottspark, Motala Toeschouwers: 698 Scheidsrechter: Magnus Ahlsén (Linköping) |
| 19 augustus 2012 16:00 | Terbunja 53' | Report | Levi 18' Sjöhage 35' | Motala Idrottspark, Motala Toeschouwers: 698 Scheidsrechter: Magnus Ahlsén (Linköping) |

|                        |            |        |                            |                                                                                   |
| 19 augustus 2012 17:00 | Skövde AIK | 0 – 3  | Åtvidabergs FF             | Södermalms IP, Skövde Toeschouwers: 590 Scheidsrechter: Antti Kanerva (Olofstorp) |
| 19 augustus 2012 17:00 |            | Report | Möller 9' Prodell 38', 39' | Södermalms IP, Skövde Toeschouwers: 590 Scheidsrechter: Antti Kanerva (Olofstorp) |

|                        |                           |        |              |                                                                                          |
| 19 augustus 2012 17:00 | Örgryte IS                | 3 – 0  | Degerfors IF | Gamla Ullevi, Gotenburg Toeschouwers: 1.706 Scheidsrechter: Robert Daradić (Helsingborg) |
| 19 augustus 2012 17:00 | Wallén 12', 69' Lycén 63' | Report |              | Gamla Ullevi, Gotenburg Toeschouwers: 1.706 Scheidsrechter: Robert Daradić (Helsingborg) |

|                        |                          |        |                                                    |                                                                                   |
| 19 augustus 2012 17:00 | Råslätts SK              | 2 – 3  | IFK Värnamo                                        | Råslätts IP, Jönköping Toeschouwers: 467 Scheidsrechter: Jonas Karlsson (Målilla) |
| 19 augustus 2012 17:00 | Glavas 21' Vukojević 23' | Report | Zlojutro 45' (pen.) Claesson 78' Abdulrahman 90+1' | Råslätts IP, Jönköping Toeschouwers: 467 Scheidsrechter: Jonas Karlsson (Målilla) |

|                        |           |        |                              |                                                                          |
| 19 augustus 2012 17:00 | Åkarps IF | 0 – 3  | BK Häcken                    | Åkarps IP, Åkarp Toeschouwers: 572 Scheidsrechter: Andreas Ekberg (Lund) |
| 19 augustus 2012 17:00 |           | Report | Majeed 18', 69' Ericsson 34' | Åkarps IP, Åkarp Toeschouwers: 572 Scheidsrechter: Andreas Ekberg (Lund) |

|                        |              |        |                                           |                                                                                        |
| 19 augustus 2012 17:00 | Utsiktens BK | 0 – 3  | GAIS                                      | Ruddalens IP, Gotenburg Toeschouwers: 1.123 Scheidsrechter: Mattias Nyman (Kungsbacka) |
| 19 augustus 2012 17:00 |              | Report | Aubynn 66' (pen.) Tornblad 71' Olsson 79' | Ruddalens IP, Gotenburg Toeschouwers: 1.123 Scheidsrechter: Mattias Nyman (Kungsbacka) |

## Groepsfase
De loting voor de groepsfase vond plaats op 13 november 2012. De wedstrijden van 2 maart tot en met 16 maart 2013.
| Legenda                         |
| ------------------------------- |
| Groepswinnaars naar kwartfinale |

### Groep 1
| Team          | AW | G | G | V | DV | DT | DS  | pnt |
| ------------- | -- | - | - | - | -- | -- | --- | --- |
| IK Sirius     | 3  | 2 | 0 | 1 | 9  | 4  | +5  | 6   |
| IF Elfsborg   | 3  | 2 | 0 | 1 | 9  | 4  | +5  | 6   |
| GAIS          | 3  | 2 | 0 | 1 | 5  | 4  | +1  | 6   |
| Ljungskile SK | 3  | 0 | 0 | 3 | 3  | 14 | –11 | 0   |

### Groep 2
| Team           | AW | G | G | V | DV | DT | DS | pnt |
| -------------- | -- | - | - | - | -- | -- | -- | --- |
| Falkenbergs FF | 3  | 3 | 0 | 0 | 7  | 2  | +5 | 9   |
| BK Häcken      | 3  | 2 | 0 | 1 | 6  | 2  | +4 | 6   |
| Örebro SK      | 3  | 1 | 0 | 2 | 2  | 3  | –1 | 3   |
| IFK Värnamo    | 3  | 0 | 0 | 3 | 1  | 9  | –8 | 0   |

### Groep 3
| Team          | AW | G | G | V | DV | DT | DS | pnt |
| ------------- | -- | - | - | - | -- | -- | -- | --- |
| Östers IF     | 3  | 2 | 1 | 0 | 8  | 1  | +7 | 7   |
| Malmö FF      | 3  | 2 | 1 | 0 | 7  | 2  | +5 | 7   |
| IK Frej       | 3  | 1 | 0 | 2 | 2  | 8  | –6 | 3   |
| GIF Sundsvall | 3  | 0 | 0 | 3 | 2  | 8  | –6 | 0   |

### Groep 4
| Team         | AW | G | G | V | DV | DT | DS | pnt |
| ------------ | -- | - | - | - | -- | -- | -- | --- |
| Örgryte IS   | 3  | 2 | 0 | 1 | 7  | 4  | +3 | 6   |
| Halmstads BK | 3  | 2 | 0 | 1 | 5  | 4  | +1 | 6   |
| AIK          | 3  | 1 | 0 | 2 | 4  | 6  | –2 | 3   |
| Syrianska FC | 3  | 1 | 0 | 2 | 3  | 5  | –2 | 3   |

### Groep 5
| Team            | AW | G | G | V | DV | DT | DS | pnt |
| --------------- | -- | - | - | - | -- | -- | -- | --- |
| IFK Norrköping  | 3  | 2 | 1 | 0 | 6  | 0  | +6 | 7   |
| Mjällby AIF     | 3  | 1 | 1 | 1 | 4  | 3  | +1 | 4   |
| Landskrona BoIS | 3  | 1 | 1 | 1 | 3  | 4  | –1 | 4   |
| Ängelholms FF   | 3  | 0 | 1 | 2 | 2  | 8  | –6 | 1   |

### Groep 6
| Team            | AW | G | G | V | DV | DT | DS | pnt |
| --------------- | -- | - | - | - | -- | -- | -- | --- |
| Helsingborgs IF | 3  | 2 | 1 | 0 | 9  | 2  | +7 | 7   |
| Gefle IF        | 3  | 2 | 0 | 1 | 9  | 6  | +3 | 6   |
| Assyriska FF    | 3  | 0 | 2 | 1 | 3  | 7  | –4 | 2   |
| Varbergs BoIS   | 3  | 0 | 1 | 2 | 3  | 9  | –6 | 1   |

### Groep 7
| Team          | AW | G | G | V | DV | DT | DS | pnt |
| ------------- | -- | - | - | - | -- | -- | -- | --- |
| IFK Göteborg  | 3  | 2 | 0 | 1 | 6  | 2  | +4 | 6   |
| Kalmar FF     | 3  | 2 | 0 | 1 | 5  | 2  | +3 | 6   |
| IK Brage      | 3  | 1 | 0 | 2 | 3  | 6  | –3 | 3   |
| Nyköpings BIS | 3  | 1 | 0 | 2 | 4  | 8  | –4 | 3   |

### Groep 8
| Team                | AW | G | G | V | DV | DT | DS | pnt |
| ------------------- | -- | - | - | - | -- | -- | -- | --- |
| Djurgårdens IF      | 3  | 2 | 1 | 0 | 7  | 2  | +5 | 7   |
| Åtvidabergs FF      | 3  | 1 | 1 | 1 | 5  | 4  | +1 | 4   |
| Jönköpings Södra IF | 3  | 1 | 0 | 2 | 5  | 6  | –1 | 3   |
| Umeå FC             | 3  | 1 | 0 | 2 | 2  | 7  | –5 | 3   |

## Kwartfinales
De loting voor de kwartfinales vond plaats op 17 maart 2013.
|                    |                 |        |              |                                                                          |
| 3 april 2013 18:00 | Helsingborgs IF | 0 – 1  | IFK Göteborg | Olympia, Helsingborg Toeschouwers: 4.031 Scheidsrechter: Tobias Mattsson |
| 3 april 2013 18:00 |                 | Report | Haglund 4'   | Olympia, Helsingborg Toeschouwers: 4.031 Scheidsrechter: Tobias Mattsson |

|                    |                |        |            |                                                                             |
| 3 april 2013 18:00 | Falkenbergs FF | 0 – 1  | Örgryte IS | Växjö Tipshall, Växjö Toeschouwers: 350 Scheidsrechter: Kristoffer Karlsson |
| 3 april 2013 18:00 |                | Report | Wallén 50' | Växjö Tipshall, Växjö Toeschouwers: 350 Scheidsrechter: Kristoffer Karlsson |

|                    |                                     |       |                                          |                                                                                    |
| 4 april 2013 17:30 | IFK Norrköping                      | 0 – 0 | Djurgårdens IF                           | Idrottsparken, Norrköping Toeschouwers: 2.306 Scheidsrechter: Martin Strömbergsson |
| 4 april 2013 17:30 | Report                              |       |                                          | Idrottsparken, Norrköping Toeschouwers: 2.306 Scheidsrechter: Martin Strömbergsson |
| 4 april 2013 17:30 | Strafschoppen                       |       |                                          | Idrottsparken, Norrköping Toeschouwers: 2.306 Scheidsrechter: Martin Strömbergsson |
| 4 april 2013 17:30 | Þorvaldsson Telo Gerson Thelin Luts | 4 – 5 | Johansson Fejzullahu Jawo Oyal Arvidsson | Idrottsparken, Norrköping Toeschouwers: 2.306 Scheidsrechter: Martin Strömbergsson |

|                    |                           |        |                |                                                                         |
| 4 april 2013 17:30 | Östers IF                 | 2 – 1  | IK Sirius      | Växjö Tipshall, Växjö Toeschouwers: 1.267 Scheidsrechter: Bojan Pandzić |
| 4 april 2013 17:30 | Persson 16' Söderberg 76' | Report | Björkebaum 79' | Växjö Tipshall, Växjö Toeschouwers: 1.267 Scheidsrechter: Bojan Pandzić |

## Halve finale
De loting voor de halve finales vond plaats op 8 april 2013
|                      |                       |       |            |                                                                                       |
| 1 mei 2013 13:30 uur | Djurgårdens IF        | 1 – 0 | Örgryte IS | Stockholm Stadion, Stockholm Toeschouwers: 7.126 Scheidsrechter: Martin Strömbergsson |
| 1 mei 2013 13:30 uur | Andreas Johansson 59' |       |            | Stockholm Stadion, Stockholm Toeschouwers: 7.126 Scheidsrechter: Martin Strömbergsson |

|                      |                  |       |                                                     |                                                                             |
| 1 mei 2013 13:30 uur | Östers IF        | 1 – 4 | IFK Göteborg                                        | Myresjöhus Arena, Växjö Toeschouwers: 6.047 Scheidsrechter: Michael Lerjéus |
| 1 mei 2013 13:30 uur | Juan Robledo 50' |       | 9', 52' Tobias Hysén 69', 81' David Moberg Karlsson | Myresjöhus Arena, Växjö Toeschouwers: 6.047 Scheidsrechter: Michael Lerjéus |

## Finale
|                       |                                                          |       |                                                                 |                                                                              |
| 26 mei 2013 17:00 uur | Djurgårdens IF                                           | 1 – 1 | IFK Göteborg                                                    | Friends Arena, Solna Toeschouwers: 21.819 Scheidsrechter: Stefan Johannesson |
| 26 mei 2013 17:00 uur | Daniel Amartey 52'                                       |       | 6' Tobias Hysén                                                 | Friends Arena, Solna Toeschouwers: 21.819 Scheidsrechter: Stefan Johannesson |
| 26 mei 2013 17:00 uur | Strafschoppen                                            |       |                                                                 | Friends Arena, Solna Toeschouwers: 21.819 Scheidsrechter: Stefan Johannesson |
| 26 mei 2013 17:00 uur | Amadou Jawo Andreas Johansson Luis Solignac Peter Nymann | 1 – 3 | Philip Haglund Mattias Bjärsmyr Mikael Dyrestam Pontus Farnerud | Friends Arena, Solna Toeschouwers: 21.819 Scheidsrechter: Stefan Johannesson |